# Trompe-l'œil
Trompe-l'œil (tiếng Pháp là "đánh lừa con mắt", phát âm là [tʁɔp lœj]) là một kỹ thuật nghệ thuật khéo léo kéo những hình tượng hiện thực vô cùng để tạo ra ảo ảnh quang học. Kỹ thuật này miêu tả những đối tượng thật sự tồn tại, thay vì tạo cho người xem cảm giác đang xem một bức tranh 2 chiều.
Mặc dù cụm từ có nguồn gốc từ thời kỳ Baroque, khi đề cập đến ảo ảnh phối cảnh, việc sử dụng kỹ thuật trompe-l'œil đã được có từ sớm hơn nhiều. Kỹ thuật này thường được sử dụng trong tranh tường. Có các trường hợp từ thời Hy Lạp và La Mã được biết đến, ví dụ ở Pompeii. Một trompe-l'œil điển hình có thể mô tả một bức tranh tường của cửa sổ, cửa hoặc hành lang, khiến cho căn phòng trông lớn hơn.
Một ví dụ về kỹ thuật vẽ này là từ thời Hy Lạp cổ đại về câu chuyện một cuộc thi giữa hai họa sĩ nổi tiếng. Zeuxis (sinh khoảng 464 TCN) đã tạo ra một bức tranh sống động khiến cho một con chim đang bay trên trời sà xuống để mổ quả nho trong tranh. Sau đó ông yêu cầu đối thủ của mình, Parrhasius kéo một đôi màn cửa rất rách để đánh giá bức tranh phía sau bức màn. Parrhasius thắng cuộc thi, do bức tranh của ông vẽ bức màn cửa.